# William E. Moerner
William Esco Moerner (Pleasanton, California, Estados Unidos, 24 de junio de 1953) es un químico y físico estadounidense que trabaja en la Universidad de Stanford, como experto en la biofísica y toma de imágenes de moléculas individuales. Se le atribuye el logro de la primera detección óptica y espectroscópica de una sola molécula en fases condensadas, junto a su ayudante postdoctoral, Lothar Kador. El estudio óptico de moléculas individuales ha dado lugar posteriormente a técnicas experimentales con una sola molécula, ampliamente utilizadas en química, física y biología.
Fue galardonado con el Premio Nobel de Química en 2014 por "el desarrollo de la microscopía de fluorescencia de super-resolución" junto a Eric Betzig y Stefan Hell.

## Formación
William Moerner cursó estudios universitarios en la Universidad de Washington en St. Louis con una beca Alexander S. Langsdorf para ingenieros, completando tres grados con las más altas calificaciones: Bachelor of Science en Física, Bachelor of Science en Ingeniería Eléctrica, y un Bachelor of Arts en Matemáticas en 1975. Continuó estudios de postgrado, parcialmente financiados por una beca de la National Science Foundation, en la Universidad de Cornell, en el grupo de Albert J. Sievers III. Cursó un Máster y un Doctorado en Física en 1978 y 1982, respectivamente. Su tesis doctoral versó sobre la dinámica de la relajación vibracional de un modo de impureza molecular excitado por láser infrarrojo en redes de haluros alcalinos. Durante todos sus años de formación, Moerner consiguió las más altas calificaciones y diversos premios por su elevado rendimiento académico, como el premio Ethan A. H. Shepley cuando se graduó en la universidad.

## Carrera profesional
Moerner trabajó en el Centro de Investigación Almaden de IBM en San José, California, como miembro del personal de investigación entre 1981 y 1988, como Gerente de 1988-1989, y como líder del proyecto de 1989 a 1995. Después de su nombramiento como profesor visitante invitado de Química Física en la ETH de Zúrich (1993-1994), asumió el puesto de catedrático de Química física en el Departamento de Química y Bioquímica de la Universidad de California, San Diego, entre 1995 y 1998. En 1997 fue nombrado profesor visitante Robert Burns Woodward en la Universidad de Harvard. Su grupo de investigación se trasladó a la Universidad de Stanford en 1998, donde se convirtió en profesor de Química (1998), profesor Harry S. Mosher (2003), y profesor de Física Aplicada (2005). Moerner fue nombrado Presidente del Departamento de Química de 2011 a 2014. Sus áreas actuales de investigación e interés son: la espectroscopia de moléculas individuales y la microscopía de super-resolución, la química física, la física química, la biofísica, la captura de nanopartículas, la nanofotónica, los polímeros fotorrefractivos, y los agujeros espectrales. En mayo de 2014, Moerner aparecía como asesor en 26 tesis escritas por estudiantes de posgrado de Stanford. En mayo de 2014 ya tenía casi 400 publicaciones científicas.
Desarrolla labores editoriales y de asesoramiento como miembro del Consejo de Asesores Científicos del National Institute of Biomedical Imaging and Bioengineering (NIBIB); miembro del Consejo Asesor del Instituto de Ciencias Atómicas y Moleculares, de la Academica Sínica, de Taiwán; miembro asesor del Consejo Editorial de Chemical Physics Letters; miembro de la Junta Consultiva del Centro de Imágenes Biomédicas de Stanford; y Presidente del Comité de Salud y Seguridad de la Universidad de Stanford.

## Premios y distinciones
Moerner ha recibido numerosos premios y distinciones:
- Ganador nacional del Premio al Profesional Joven más Distinguido, del año 1984,[20] de la sociedad honoraria de ingeniería eléctrica, Eta Kappa Nu;
- Premio al Logro Técnico más Sobresaliente de IBM en 1988;[15]
- Premio al Logro Técnico más Sobresaliente de IBM en 1992, por la detección y espectroscopía de moléculas individuales;[15]
- Premio Earle K. Plyler de Espectroscopia Molecular, de la American Physical Society, en 2001;[21]
- Premio Wolf en Química, 2008;[22][23][24]
- Premio Irving Langmuir en Química Física, de la American Physical Society, en 2009;[25][26]
- Premio Pittsburgh de Espectroscopía, en 2012;[27]
- Premio Peter Debye en Química Física, de la American Chemical Society, en 2013;[28][29]
- Premio al Logro en Ingeniería, de la Universidad de Washington, en 2013,[6] y
- Premio Nobel de Química en 2014.[30][31]

Es miembro honorario de diversas sociedades científicas:
- Miembro Senior de la IEEE, desde junio de 1988,[15]
- Miembro de la Academia Nacional de Ciencias de Estados Unidos desde 2007,[32][33]
- Miembro de la Optical Society of America desde 1992;[34][15]
- Miembro de la Sociedad Americana de Física, desde noviembre de 1992;[35]
- Miembro de la Academia Americana de las Artes y las Ciencias, desde 2001;[36] y
- Miembro de la Asociación Americana para el Avance de la Ciencia desde 2004.[37]

## Vida personal
Moerner nació el 24 de junio de 1953 en la Base Parks de la Fuerza Aérea en Pleasanton, California, hijo de Bertha Francés (Robinson) y William Alfred Moerner. Se crio en Texas, donde asistió al centro escolar Thomas Jefferson High School de San Antonio, destacando por su participación en muchas actividades complementarias.
Moerner y su esposa, Sharon, tienen un hijo, Daniel.